# 三智娱乐
三智娱乐（韓語：에스에이엠지 엔터테인먼트）是韩国动画制作公司，由金秀勋创立于2000年7月，前身为三智动画（韓語：삼지 애니메이션을）。

## 历史发展
三智动画成立于2000年。成立初期，与法国动画制作公司Timoon Animation共同制作了多部作《古怪的家庭》《我的巨人朋友》《炸鱼薯条》。2010年，以《布隆家族》为开端，开始制作原创系列，并获得成功。2014年，制作《迷你特工队》动画系列。2015年起，与法国动画制作公司Zagtoon合作《奇迹少女》《扎克风暴》《幽灵力量》。陆续制作《劲战炫车》《蒙卡特》《炫卡斗士》《炫卡斗士》均为大热作品。2021年3月25日，更名为三智娱乐。2022年12月6日，在韩国科斯达克上市。
旗下在中国拥有合资子公司'广州三志商務有限責任公社'，主要玩具生产和销售。2022年，成立'E-Castle'（韓語：이캐슬을）、'现在庆州'（韓語：지금경주）。2024年2月，成立日本法人公司'SAMG日本株式会社'（原Nico Nico娱乐），负责动画策划和玩具分销。
2024年7月30日，宣布与韩国电信营运商LG U+和影视制作公司HighZium Studio共同成立特别目的公司，联合制作机器人真人版电视剧《K-TRON》（暂定名），预计于2026年通过全球OTT平台播出。 2024年8月上映的剧场版《奇妙萌可大电影》大获成功，吸引124万观众，位列韩国动画电影票房历史第二位，相关商品的销量也随之飙升。2025年2月17日，与SM娱乐签署扩大全球内容事业的长期项目战略谅解备忘录，通过K-pop与角色IP的创新组合，与SM娱乐旗下艺人合作发行周边商品和内容。

## 作品

### 动画系列
| 代表进行中的项目 |

| 播出年份  | 中文名            | 英文名                                  | 集数      | 共同制作方                                                      |
| --------- | ----------------- | --------------------------------------- | --------- | --------------------------------------------------------------- |
| 2006-2007 | 《古怪的家庭》    | The Odd Family                          | 26集      | PMMP、Timoon Animation、SOVIK、Pictak                           |
| 2009-2010 | 《我的巨人朋友》  | My Giant Friend                         | 52集      | PMMP、Timoon Animation                                          |
| 2009      | 《僧侣》          | Monk Little Dog                         | 52集      | Timoon Animation、Kim's Licensing                               |
| 2010-2016 | 《布隆家族》      | VROOMIZ                                 | 3季共78集 | EBS、韩国文化产业振兴院、Benex Investment                       |
| 2011-2012 | 《炸鱼薯条》      | Fish 'n' Chips                          | 52集      | Timoon Animation、Hawaii Animation Studio、Cyber Group Studios  |
| 2014      | 《索尼克音爆》    | Sonic Boom                              | 第1季     | 仅提供动画外包，SEGA、OuiDo! Productions、Lagardère Thematiques |
| 2014 至今 | 《迷你特工队》    | Miniforce                               | 见列表    | EBS                                                             |
| 2015-2023 | 《奇迹少女》      | Miraculous: Tales of Ladybug & Cat Noir | 见列表    | Zagtoon、Method Animation、东映动画                             |
| 2015      | 《劲战炫车》      | Power Battle Watch Car                  | 2季共52集 | 现代汽车、Innocean Worldwide、CJ E&M、Union Investment Partners |
| 2016-2018 | 《扎克风暴》      | Zak Storm                               | 39集      | Zagtoon、Method Animation、Man of Action Entertainment          |
| 2017-2018 | 《蒙卡特》        | Monkart                                 | 26集      | EBS、KT、Youngtoys                                              |
| 2020 至今 | 《奇妙萌可》      | Catch! Teenieping                       | 见列表    |                                                                 |
| 2021 至今 | 《魅影战队》      | Ghostforce                              | 56集      | Zagtoon（第2季制作中）                                          |
| 2022-2023 | 《龙宝小英雄》    | Super Dino                              | 52集      | 融创文化                                                        |
| 2023 至今 | 《炫卡斗士》      | Metal Cardbot                           | 2季共52集 | Navy Studio（第3季制作中）                                      |
| 2024-2025 | 《许愿猫》        | Wishcat                                 | 26集      |                                                                 |
| 2025      | 《Lulupop：派对》 | Lulupop: The Party                      |           |                                                                 |

#### 迷你特工队系列
- 2014-2016年：第一季：《迷你特工队之最强战士》（Miniforce，2季共52集）
- 2018-2019年：第二季：《迷你特工队X》（Miniforce X，2季共52集）
- 2019-2020年：第三季：《迷你特工队之超级恐龙力量》（Miniforce Super Dino Power，2季共52集）
- 2021年：《迷你特工队之超级恐龙7》（超级恐龙力量扩展版，4集）
- 2021-2022年：第四季：《迷你特工队之兽王力量》（Miniforce Animaltron，26集）
- 2022-2023年：第五季：《迷你特工队 V Rangers》（Miniforce V Rangers，26集）
- 2023-2024年：第六季：《迷你特工队之超级战警力量》（Miniforce Super Cops，26集）
- 2024-2025年：《迷你特工队之超次元力量》（Miniforce Pixel Power / Miniforce Super Dimension Force，26集，动画衍生特摄剧，中韩联合制作）
- 2025年：第七季：《迷你特工队之最强恐龙》(Miniforce Dinoid，26集）
- 待定：第八季（制作中）

#### 奇妙萌可系列
- 2020年：第一季：《捕捉！奇妙萌可》（Catch! Teenieping，52集）
- 2021年：第二季：《奇妙萌可：闪亮宝石》（Twinkle Catch! Teenieping，26集）
- 2022年：第三季：《奇妙萌可：魔法钥匙》（Secret Catch! Teenieping，26集）
- 2023年：第四季：《奇妙萌可：魔法甜心》（Dessert Catch! Teenieping，26集）
- 2024年：第五季：《奇妙萌可：闪耀流星》（Star Catch! Teenieping，26集）
- 待定：第六季：《奇妙萌可：捕捉公主》（Princess Catch! Teenieping）

#### 奇迹少女系列
首3季为共同制作方，第4-5季仅提供动画服务，并参与电视电影特别篇系列的制作。
- 2015-2016年：第一季，26集
- 2016-2018年：第二季，26集
- 2019年：第三季，26集
- 2020年：特别篇：《奇迹少女：纽约篇》
- 2021年：特别篇：《奇迹少女：上海篇》
- 2021-2022年：第四季，26集
- 2022-2023年：第五季，27集
- 2023年：特别篇：《奇迹少女：巴黎篇》
- 2024年：特别篇：《奇迹少女：伦敦篇》

### 动画电影
| 年份 | 片名                                             | 英文名                                                 | 备注                             |
| ---- | ------------------------------------------------ | ------------------------------------------------------ | -------------------------------- |
| 2015 | 《最强战士迷你特攻队：新恶党的袭击》             | Miniforce: Justice Defender                            | 《迷你特工队》第1季剧集剪辑版    |
| 2016 | 《最强战士迷你特工队：英雄的诞生》               | Miniforce: New Heroes Rise                             | 《迷你特工队》系列首部原创剧场版 |
| 2016 | 《动力战斗手表车迷你车战斗联盟：烈焰竞速》       | Power Battle Watch Car: Blazing Race                   |                                  |
| 2016 | 《布隆家族：飞车冒险日记》                       | VROOM! VROOM! VROOMIZ                                  |                                  |
| 2017 | 《瓢虫少女》                                     | Ladybug                                                | 《奇迹少女》第1-2季剧集剪辑版    |
| 2017 | 《动力战斗手表车迷你车战斗联盟：手表假面的逆袭》 | Power Battle Watch Car: Return of Watch Mask           |                                  |
| 2018 | 《瓢虫少女剧场版：奇迹石的秘密》                 | Miraculous: The Secret of Miracle Stone                | 《奇迹少女》第2季剧集剪辑版      |
| 2018 | 《迷你特工队X》                                  | Mini Special Forces X                                  | 《迷你特工队》第2季剧集剪辑版    |
| 2020 | 《最强战士迷你特工队：恐龙王迪诺》               | Miniforce X: Deeno the King of Dinosaurs               |                                  |
| 2020 | 《最强战士迷你特工队：汉堡怪兽的进攻》           | Miniforce Super Dino Power: Raid of Hamburger Monsters |                                  |
| 2024 | 《奇妙萌可大电影》                               | Heartsping : Teenieping of Love                        | 《奇妙萌可》首部剧场版           |

## 其他业务
- Lulupop（韓語：룰루팝）：虚拟女子偶像Lu与韩国经纪公司RBW旗下女子K-POP组合PURPLE K!SS合作，于2021年5月24日推出单曲《Find You》[11]。后续成立女子偶像组合“Lulupop Daisy”，公开四名成员为‘Tania’、‘Ella’、‘Ilaina’、‘Bella’，并发行出道专辑《Summertime Magic》[12]。
- 情感城堡影院（Emotion Castle CINEMA）：专为儿童打造的付费OTT平台，播放其制作的原创动画片，于2022年11月22日开始运营[13]。
- 情感城堡皇家精品店（Emotion Castle Royal Boutique）：儿童专属变装空间，于2022年12月开业[14]。
- Lili Clair（韓語：리리클레르）：童装品牌，前身为‘Emotion Castle Kids’，于2023年8月28日推出[15][16]。
- 板桥奇妙萌可世界（Teenieping World in Pangyo）：韩国首个大型都市角色室内主题空间于2023年12月开业[16][17]。